# Пранді (природна територія)
Природна територія Пра́нді (ест. Prandi loodusala) — природоохоронна територія в Естонії, у самоврядуваннях Ярва та Пайде повіту Ярвамаа. Входить до Європейської екологічної мережі Natura 2000.

## Основні дані
KKR-код: RAH0000386
Міжнародний код: EE0060108
Загальна площа — 875,9 га, зокрема площа водойм — 15,9 га.
Територія утворена 5 серпня 2004 року.

## Розташування
Об'єкт розташовується на землях, що належать селам Койґі, Пранді, Вескіару, Нурмсі, Сейнапалу.
Територією природоохоронної області тече річка Пранді.

## Мета створення
Метою створення території є збереження 10 типів природних оселищ::
| Код   | Тип оселища                                                                                               | Площа, га |
| ----- | --- | --------- |
| 3140  | Оліго-мезотрофні водойми з твердою (жорсткою) водою і бентосною рослинністю Chara spp.                    | 1         |
| 3260  | Водотоки від рівнинних до монтанних поясів з рослинністю Ranunculion fluitantis та Callitricho-Batrachion | 6         |
| 6450  | Північні бореальні заплавні луки                                                                          | 4         |
| 6510  | Низинні викошувані луки (Alopecurus pratensis, Sanguisorba officinalis)                                   | 5         |
| 7140  | Перехідні трясовини та сплавини                                                                           | 42        |
| 7220* | Жорстководні (твердоводні) джерела на травертинах з утворенням туфу та з угрупованнями Cratoneurion       | 0         |
| 7230  | Лужні низинні болота                                                                                      | 4         |
| 9010* | Західна тайга                                                                                             | 142       |
| 9050  | Феноскандійські ліси з Picea abies і багатим трав'яним покривом                                           | 10        |
| 9080* | Феноскандійські листопадні заболочені ліси                                                                | 584       |

На території природної області охороняється середовище проживання виду риб бабця європейського (Cottus gobio).